# Bonez Tour 2005: Live at Budokan
Bonez Tour 2005: Live at Budokan은 에이브릴 라빈의 DVD로, 2005년 발매되었다.